# フゼアノート
フゼアノートは、香調の一種。フゼア調とも表記される。フゼアはフランス語でシダを表すフジェール（仏: Fougeres）の日本語読みであるがあくまでイメージであり、フゼア調の香水は必ずしもシダ植物を使っているわけではない。

## 香り
ラベンダーのクリアな香りと、樫の樹に生え土の香りのするオークモス、桜餅の葉を思わせるクマリンを基調とした香りである。香水としては、1882年にウビガン社から発売された「フジェール ロワイヤル」が始まりであるが、現在は販売されていない。男性的で幻想的な香りが特徴で、女性からの好感度も高い。
フゼアノートから派生した香りには、水や大気をイメージした香料を加えた「フゼア・マリーン」、ラベンダーのフレッシュ感を前面に出し、新緑の香りをブレンドした「フゼア・フレッシュ」、バジル・クローブなどのハーブやコショウ・ナツメグなどのスパイスの香りを加えた「フゼア・スパイシー・ウッディ」、アンバーの香りをベースにした「フゼア・アンバリー」がある。